# Tower Bridge
Tower Bridge pokretni je most preko rijeke Temze u Londonu. 
Ime je dobio po obližnjem Londonskom Toweru. Izgradnja je počela 1886. godine, a most je otvoren 1894. Prelazi Temzu u blizini Londonskog Towera i postao je jedan od ikonskih simbola Londona. Zbog toga se Tower Bridge ponekad poistovećuje s Londonskim mostom, koji se nalazi oko osam kilometara uzvodno. Tower Bridge jedan je od pet londonskih mostova koji su sada u vlasništvu i održavanju Bridge House Estates, nezavisne dobrotvorne organizacije srednjovjekovnog porijekla koju nadgleda Korporacija grada Londona. On je jedini od tih pet mostova koji ne povezuje grad London direktno s obalom četvrti Southwark, jer na sjevernoj strani izlazi na Tower Hamlets.
Most se sastoji od dvije mostovne kule povezane na gornjoj razini s dvije horizontalne pješačke staze, dizajnirane da izdrže horizontalne sile zatezanja koje vrše dijelovi mosta na kopnenim stranama kula. Vertikalne komponente sila u presjecima i vertikalne reakcije dvije pješačke staze nose dvije robusne kule. Okretni zglobovi i upravljački strojevi smješteni su u osnovi svake kule. Prije njegove obnove tijekom 2010-ih, shema boja mosta datirala je iz 1977. godine, kada je bio obojen crveno, bijelo i plavo za Srebrni jubilej kraljice Elizabete II. Njegove boje su kasnije vraćene u plavu i bijelu.
Godine 1876. Korporacija Londona (eng. Corporation of London) — nositelj izvršne vlasti tog dijela Londona odlučuje objaviti javni natječaj za dizajn novog mosta. Glavni problem izgradnje mosta na lokaciji nizvodno od Londonskog mosta bio je da nije bilo moguće izgraditi konvencionalan most,jer bi se time zatvorio pristup većim brodovima u londonsku luku. Jedino rješenje bila je izgradnja pokretnog mosta. Konačan izbor dizajna mosta nije učinjen sve do 1884. Pobjednički dizajn je napravio Horace Jones.
Most koji je Jones dizajnirao bio je pokretni most ukupne dužine 244 m s dvije kule, svaka visoka 65 m. Udaljenost između kula je 61 m i taj središnji dio sastoji se iz dva pokretna segmenta od kojih se svaki podiže prema gore do kuta od 83°. Kako bi se ubrzalo podizanje mosta za svaki od dva segmenta povezan je protuuteg. Mehanizam za podizanje je hidrauličan. Po otvaranju, sustav je pod pritiskom održavala voda iz šest rezervoara za koje su zauzvrat, pritisak radili parni strojevi. Mehanizam je i dalje hidrauličan ali su vodu i parne strojeve 1976. godine zamijenili hidraulično ulje i električni motori. Mostu je potrebna 1 minuta, da bi se u potpunosti podigao.
Iznad osnovne platforme između dvije kule postoji i viseća platforma za pješake, koja je zamišljena uštedjeti vrijeme kako pješaci ne bi morali čekati spuštanje mosta.

## Galerija
- Tower Bridge iz zraka
- William Lionel Wyllie: Otvorenje mosta 1895.
- Tower Bridge za vrijeme OI 2012.
- Pogled noću